# Morten Lützhøft
Morten Lützhøft (Denemarken, 16 april 1963) is een Deens acteur.

## Biografie
Lützhøft studeerde in 1994 af aan de toneelschool van de Odense Theater in Odense.
Lützhøft begon in 1996 met acteren in de film Ondt blod, waarna hij nog meerdere rollen speelde in films en televisieseries.

## Filmografie

### Films
Uitgezonderd korte films.
- 2020 De forbandede år - als Læge
- 2016 Kill Skills - als Lars Eriksen
- 2007 Hvid nat - als Hans Jacoby
- 2005 Mørke - als Carl
- 2004 Tid til forandring - als politieagent
- 2004 Tæl til 100 - als pakkepost
- 2003 Se dagens lys - als Palle
- 2002 Okay - als Læge
- 1999 Slangehud - als Balthasar
- 1996 Ondt blod - als in elkaar geslagen gevangene

### televisieseries
Uitgezonderd eenmalige gastrollen.
- 2023 Oxen - als Mogens Bergsøe - 3 afl.
- 2022 Elvira - als Karsten - 3 afl.
- 2020 Når støvet har lagt sig - als Læge - 2 afl.
- 2016 Bedrag - als William Hald - 2 afl.
- 2016 Stationen - als Steen - 10 afl.
- 2016 Kill Skills - als Lars Kristiansen - 12 afl.
- 2013 The Bridge - als Alexander Julin - 4 afl.
- 2011 Alexander Julin - als Christian Lorck - 2 afl.
- 2008 Sommer - als Katolsk Præst - 4 afl.
- 2007-2008 Anna Pihl - als Morten Lundbæk - 5 afl.
- 2007 Forbrydelsen - als Carsten - 3 afl.
- 2004-2006 Ørnen: En krimi-odyssé - als Holsøe - 13 afl.
- 2001 De udvalgte - als Vinter - 8 afl.